# Gynoplistia bispica
Gynoplistia bispica är en tvåvingeart som beskrevs av Alexander 1960. Gynoplistia bispica ingår i släktet Gynoplistia och familjen småharkrankar. Inga underarter finns listade i Catalogue of Life.